# Roman Majkin
Roman Jurjewicz Majkin (ros. Роман Юрьевич Майкин; ur. 14 sierpnia 1990 w Leningradzie) – rosyjski kolarz szosowy.

## Najważniejsze osiągnięcia
2012
- 6. miejsce w Schaal Sels
- 7. miejsce w GP Stad Zottegem

2014
- 1. miejsce na 2. etapie Grand Prix of Sochi
- 3. miejsce w Giro della Toscana

2015
- 1. miejsce na 3. etapie Tour of Kuban
- 2. miejsce w Pucharze Uzdrowisk Karpackich
- 2. miejsce w Grand Prix Mińska
- 2. miejsce w Krasnodar-Anapa
- 3. miejsce w Arnhem-Veenendaal Classic
- 3. miejsce w Memoriale im. Henryka Łasaka
- 3. miejsce w Maykop-Ulyap-Maykop
- 5. miejsce w Circuito de Getxo

2016
- 2. miejsce w Tour of Estonia
  - 1. miejsce na 2. etapie
- 1. miejsce na 2. etapie Tour du Limousin
- 3. miejsce w Tour of Almaty
- 3. miejsce w Grote Prijs Jef Scherens
- 8. miejsce w Clásica de Almería

2017
- 4. miejsce w G.P. Costa degli Etruschi

2021
- 2. miejsce w Five Rings of Moscow